# 吉田精一
吉田 精一（よしだ せいいち、1908年〈明治41年〉11月12日 - 1984年〈昭和59年〉6月9日）は、日本の国文学者、東京大学教授。専門は近代文学。学位は、文学博士（東京大学・論文博士・1960年）。

## 経歴
- 1908年（明治41年） - 東京市本所区横網町に生まれる
- 1926年（大正15年） - 東京府立第三中学校卒業
- 1929年（昭和 4年） - 第一高等学校文科丙類卒業
- 1932年（昭和 7年） - 東京帝国大学文学部国文科卒業
- 1934年（昭和 9年） - 二松學舍専門学校教授
- 1940年（昭和15年） - 拓殖大学教授
- 1948年（昭和23年） - 日本近代文学会を本間久雄らと創立、理事となる
- 1950年（昭和25年） - 中央大学教授
- 1953年（昭和28年） - 東京教育大学文学部教授
- 1956年（昭和31年） - 国語審議会委員
- 1960年（昭和35年） - 東京大学より文学博士の学位を授与される
- 1964年（昭和39年） - ミシガン大学客員教授
- 1967年（昭和42年） - 東京大学文学部教授、東京教育大学教授兼任
- 1969年（昭和44年） - 東京大学を定年退官、埼玉大学教養学部教授
- 1971年（昭和46年） - 埼玉大学教養学部長
- 1974年（昭和49年） - 大妻女子大学教授
- 1976年（昭和51年） - 同文学部長
- 1983年（昭和58年） - 日本学士院会員
- 1984年（昭和59年） - 大妻女子大学名誉教授
- 1984年（昭和59年） - 逝去、叙正四位。墓所は青山霊園(1ロ15-8)

## 受賞・栄典
- 1955年（昭和30年） - 毎日出版文化賞（『現代文学論大系』）
- 1956年（昭和31年） - 芸術選奨文部大臣賞（『自然主義の研究』『現代文学論体系』）
- 1959年（昭和34年） - 日本芸術院賞（『自然主義の研究』）[1]
- 1979年（昭和54年） - 勲二等瑞宝章

## 研究内容・業績
1940年（昭和15年）の処女作『近代日本浪漫主義研究』で頭角を現し、1951年（昭和26年）より日本近代文学会の中心となる。また、1983年（昭和58年）に近代日本文学の分野で初めて日本学士院会員となった。
文献学批判の立場から、独自の美学的根拠にたつ実証研究を確立した。芥川龍之介、永井荷風、谷崎潤一郎といった現代作家を研究対象とすることは当時のアカデミズムでは異例のことである。東京大学の教授だった時期は短く、名誉教授にはなっていない。
著作集25巻があるが、多作な学者を軽視する日本的伝統もあり、その研究の価値が十全に認められているとは言えない。

## 著書

### 単著
- 『春の口笛 歌集』 明星発行所, 1927
- 『近代日本浪漫主義研究』 東京武蔵野書院, 1940
- 『明治大正文学史』 東京修文館, 1941、角川文庫, 1960
- 『芥川龍之介』 三省堂, 1942、新潮文庫, 1971
- 『古典と教養』 郁文社, 1943
- 『日本文芸学論攷』 目黒書店, 1945
- 『永井荷風』 八雲書店, 1947
- 『新日本文学史序説』 巌松堂書店, 1947
- 『近代詩鑑賞 明治篇』 天明社, 1948、のち「日本近代詩鑑賞 明治編」新潮文庫、創拓社, 1990
- 『日本近代詩鑑賞 昭和篇』 天明社, 1948、のち新潮文庫、創拓社, 1990
- 『日本近代詩鑑賞 大正編』 天明社, 1949、のち新潮文庫、創拓社, 1990
- 『日本抒情詩の鑑賞』 宝文館, 1949
- 『現代文の研究』 旺文社, 1950
- 『国文の研究』 旺文社, 1950
- 『日本文学新史』 不昧堂書店, 1951
- 『近代日本文学入門』 要書房, 1952
- 『日本近代詩入門』 要書房, 1953
- 『藤村名詩鑑賞』 河出書房・河出新書, 1954
- 『自然主義の研究 上・下』 東京堂, 1955-1958
- 『随筆入門』 河出書房新社, 1961、のち新潮文庫
- 『現代文学と古典』 至文堂, 1961
- 『鑑賞と批評』 至文堂, 1962
- 『源氏物語の旅』 人物往来社, 1964
- 『評釈現代詩歌』 旺文社, 1966
- 『古典文学入門』 新潮社・新潮選書, 1968
- 『源氏物語の世界』 秋田書店, 1969
- 『浪漫主義の研究』 東京堂出版, 1970
- 『近代文芸評論史 明治篇』 至文堂, 1975
- 『吉田精一著作集』 全25巻・別巻2、桜楓社, 1979-1981
- 『近代文芸評論史 大正篇』 至文堂, 1980
- 『文学入門』 旺文社文庫, 1981

### 共著
- 『現代文の研究』 旺文社（塩田良平と共著）
- 『現代国語の研究』 旺文社（塩田良平と共著。『現代文の研究』の改題改訂版。1968年に再度改訂を行っている）
- 『新研究現代国語』 旺文社（森島久雄と共著。『研究現代国語』の森島による全面改訂版）
- 『現代文研究』 績文堂（関良一と共著。昭和33年11月5日初版）